# Motor Girl
Motor Girl è un fumetto scritto e disegnato dall'autore statunitense Terry Moore pubblicato in dieci numeri dal 2016 al 2017; in Italia è stato pubblicato in un unico volume nel 2018.

## Storia editoriale
Terry Moore ha iniziato a pensare alla storia nel 2007, non appena terminata la sua serie Echo ma, non appena fatta girare la notizia sul soggetto del fumetto, ossia una meccanica, gli giunse voce che un altro artista stava sviluppando un'idea simile. Moore, allora, abbandonò momentaneamente il progetto, dedicandosi invece al fumetto Rachel Rising. Trascorsi alcuni anni senza che l'altro autore avesse sviluppato il progetto, Moore decise che era arrivato il momento per il suo Motor Girl di vedere la luce.
L'autore ha voluto realizzare una storia che ruotasse intorno al rapporto tra una soldatessa, traumatizzata dall'esperienze belliche e il suo "amico immaginario", una rapporto di amicizia simile a quello tra Calvin & Hobbes in cui un invisibile gorilla non è altro che un modo della protagonista di gestire il suo stress post-traumatico. L'idea dei due protagonisti, la veterana Sam e il gorilla Mike, deriva da un disegno abbozzato di Moore risalente ad alcuni anni prima, il personaggio di Libbi, un'anziana amica di Sam, è già apparsa nel fumetto Strangers in Paradise; anche i due buffi alieni, Bik e Beep, sono stati protagonisti di vecchi lavori di Moore. L'autore nell'arco degli anni ha infatti cominciato a maturare l'idea di far convivere i suoi personaggi all'interno di uno stesso universo narrativo. Il progetto comincia a prendere forma tra il 2018 e il 2019 con la serie Strangers in Paradise XXV che serve da prologo a Five Years. In quest'opera si narra una vicenda dai toni epici che richiede l'intervento di diverse eroine e personaggi creati dall'autore, necessari per salvare il mondo dall'arma definitiva descritta in un antico papiro della biblica Lilith. L'universo narrativo creato da Terry Moore prende ufficialmente il nome di Terryverse e Motor Girl ne fa parte.
Motor Girl è stato inizialmente pubblicato in dieci numeri per la casa editrice Abstract Studio dal febbraio del 2016 al febbraio del 2017, ripubblicato quindi in edizione omnibus in due volumi. In Italia è stato pubblicato in un unico volume nel 2018.

## Trama
Protagonista della storia è Sam, una veterana della Guerra in Iraq sofferente di disturbo da stress post-traumatico dopo tre turni passati in guerra, essere stata ferita da due esplosioni e presa prigioniera e torturata dal nemico. La donna lavora da sola in uno sfasciacarrozze e parla con il suo amico immaginario, il gorilla Mike. Quando Sam viene a sapere che il terreno su cui lavora sta per essere venduto dalla proprietaria, Libby, inizia ad avere contatti con buffi alieni. La sua ritrosia ad accettare di abbandonare il terreno convince la proprietaria a non proseguire con la vendita e quando il probabile acquirente inizia a fare pressioni su Sam per convincerla ad acconsentire alla vendita, Sam si oppone con forza all'estorsione.

## Edizioni
- Terry Moore, Motor Girl, traduzione di Leonardo Favia, Milano, BAO Publishing, 2018,  p. 218, ISBN 978-88-6543-984-5.